# 日耳曼維爾 (內布拉斯加州)
日耳曼維爾（英語：Germanville）是位於美國內布拉斯加州卡明縣的鬼鎮。

## 歷史
日耳曼維爾的郵局於1898年設立，其後於1902年停運。

## 地理
日耳曼維爾所處的海拔為高於海平面384米（即1260英呎），而該地所採用的時區為UTC-6，即北美中部时区（CST）。同時該地設有夏令時間，為UTC-6調快一小時，即UTC-5（CDT）。